# Joaquín Rojas
Joaquín G. Rojas (Maasin, 6 luglio 1938 – 30 gennaio 2018) è stato un cestista filippino.

## Carriera
Con le Filippine ha disputato i Giochi olimpici di Città del Messico 1968.